# Rue de la République

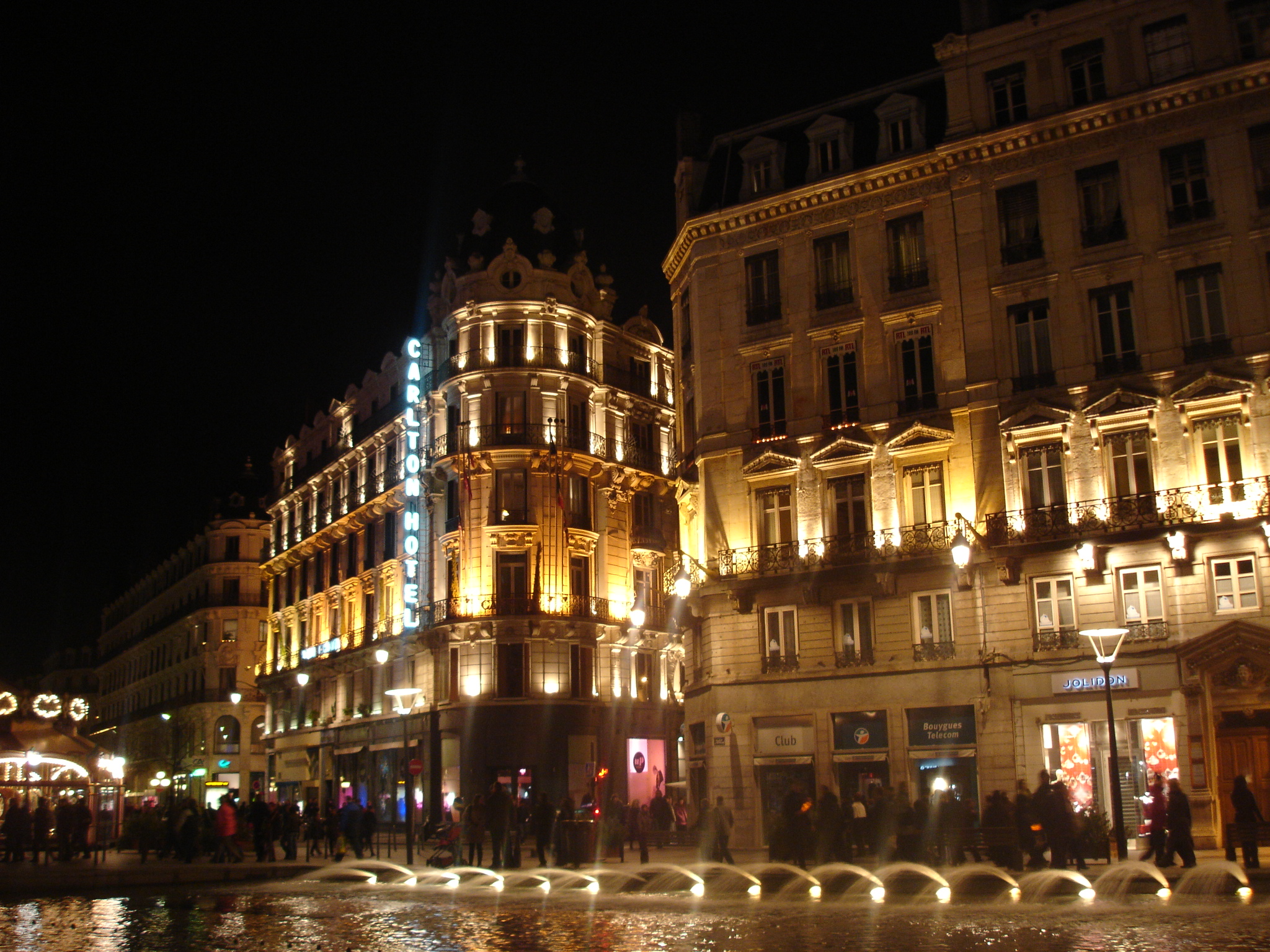
Place de la République, in de rue de la République, tijdens het Fête des lumières

Rue de la République is de belangrijkste winkelstraat van de Franse stad Lyon. De straat is tevens de breedste noord-zuidverbinding op het noordelijk deel van het Presqu'île, lopend van Place Bellecour tot Place de la Comédie, en ligt in het 1e en het 2e arrondissement van de stad. 
Tussen Place Bellecour en Place des Cordeliers is de straat uitsluitend voor voetgangers toegankelijk. Aan dit stuk bevinden zich de belangrijkste winkels, waaronder een filiaal van de boekhandel en multimediaketen Fnac en het warenhuis Printemps, en een Pathé-bioscoop. Tussen Place des Cordeliers en Place de la Comédie tussen de Opera en het Stadhuis, maken ook bussen en trolleybussen gebruik van de straat. 
De straat is bereikbaar via de metrohaltes Bellecour, Cordeliers en Hôtel de Ville. Lijn A van de metro van Lyon loopt over de gehele lengte onder de straat, in een tunnelbak direct onder het straatniveau. 